# Плессала
Плессала́ (фр. Plessala, брет. Plesala) — коммуна во Франции, находится в регионе Бретань. Департамент — Кот-д’Армор. Входит в состав кантона Плугена. Округ коммуны — Сен-Бриё.
Код INSEE коммуны — 22191.

## География
Коммуна расположена приблизительно в 380 км к западу от Парижа, в 75 км западнее Ренна, в 29 км к югу от Сен-Бриё.

## Население
Население коммуны на 2008 год составляло 1852 человека.
| 1962 | 1968 | 1975 | 1982 | 1990 | 1999 | 2006 |
| ---- | ---- | ---- | ---- | ---- | ---- | ---- |
| 1909 | 2071 | 2055 | 1979 | 1882 | 1821 | 1852 |

## Администрация
| Период | Период | Фамилия       | Партия                    | Примечания |
| ------ | ------ | ------------- | ------------------------- | ---------- |
| 1953   | 1959   | Пьер Котийар  | Разные правые             | перевозчик |
| 1959   | 1965   | Жан Дарсель   | Разные левые              | врач       |
| 1965   | 1989   | Симон Дарсель | Социалистическая партия   | профессор  |
| 1989   | 2008   | Поль Гиган    | Союз за народное движение | фермер     |
| 2008   | 2014   | Жозеф Сове    | Социалистическая партия   | фермер     |

## Экономика
В 2007 году среди 1013 человек в трудоспособном возрасте (15—64 лет) 715 были экономически активными, 298 — неактивными (показатель активности — 70,6 %, в 1999 году было 65,7 %). Из 715 активных работали 673 человека (369 мужчин и 304 женщины), безработных было 42 (15 мужчин и 27 женщин). Среди 298 неактивных 63 человека были учениками или студентами, 144 — пенсионерами, 91 были неактивными по другим причинам.

## Достопримечательности
- Церковь Св. Петра (1845—1851 годы)
- Часовня Св. Елизаветы (XVI век)
- Часовня Нотр-Дам (XVIII век)
- Усадьба Ливуайе (1628 год)
- Усадьба Креноль (XVII век)
- Усадьба Кердрё (XVIII век)
- 16 мельниц